# سیارک ۴۸۹۲
سیارک ۴۸۹۲ (به انگلیسی: 4892 Chrispollas، نامگذاری:1985TV2) چهار هزار و هشتصد و نود و دومین سیارک کشف شده‌است که در ۱۱ اکتبر ۱۹۸۵ کشف شد.
قدر مطلق سیارک برابر ۱۲٫۶۰ است.